# Paroząb sztywny
Paroząb sztywny (Didymodon rigidulus Hedw.) – gatunek mchu należący do rodziny płoniwowatych (Pottiaceae Schimp.). Jest to najczęściej spotykany na skałach wapiennych gatunek parozębu. 

## Rozmieszczenie geograficzne
Występuje w Ameryce Północnej (Meksyk), na południu Ameryki Południowej, w Europie, Azji i północnej Afryce. W Polsce podawany m.in. z województwa śląskiego, pasma Gorców czy Bieszczadów Zachodnich (do wysokości 800 m n.p.m.).

## Morfologia
GametofitRośliny zielone, często czarniawe, rosną w kępach. Łodyżki osiągają 0,5–1 cm do 2 cm wysokości. Listki łodygowe stulone do słabo rozpostartych w stanie suchym, rozpostarte gdy wilgotne. Blaszka wąska, lancetowata, jajowato-lancetowata lub podłużnie lancetowata, długości od 0,8–1,5 mm do 1,7–3 mm, zwęża się stopniowo w kierunku wierzchołka.
SporofitSeta długości 0,7–1,7 cm. Puszka zarodni podłużnie jajowate długości 1–2 mm. Perystom o 16 lub 32 krótkich zębach (do 740 µm), lub śladowych lub sporadycznie nieobecnych. Zarodniki o średnicy 9–12 µm.

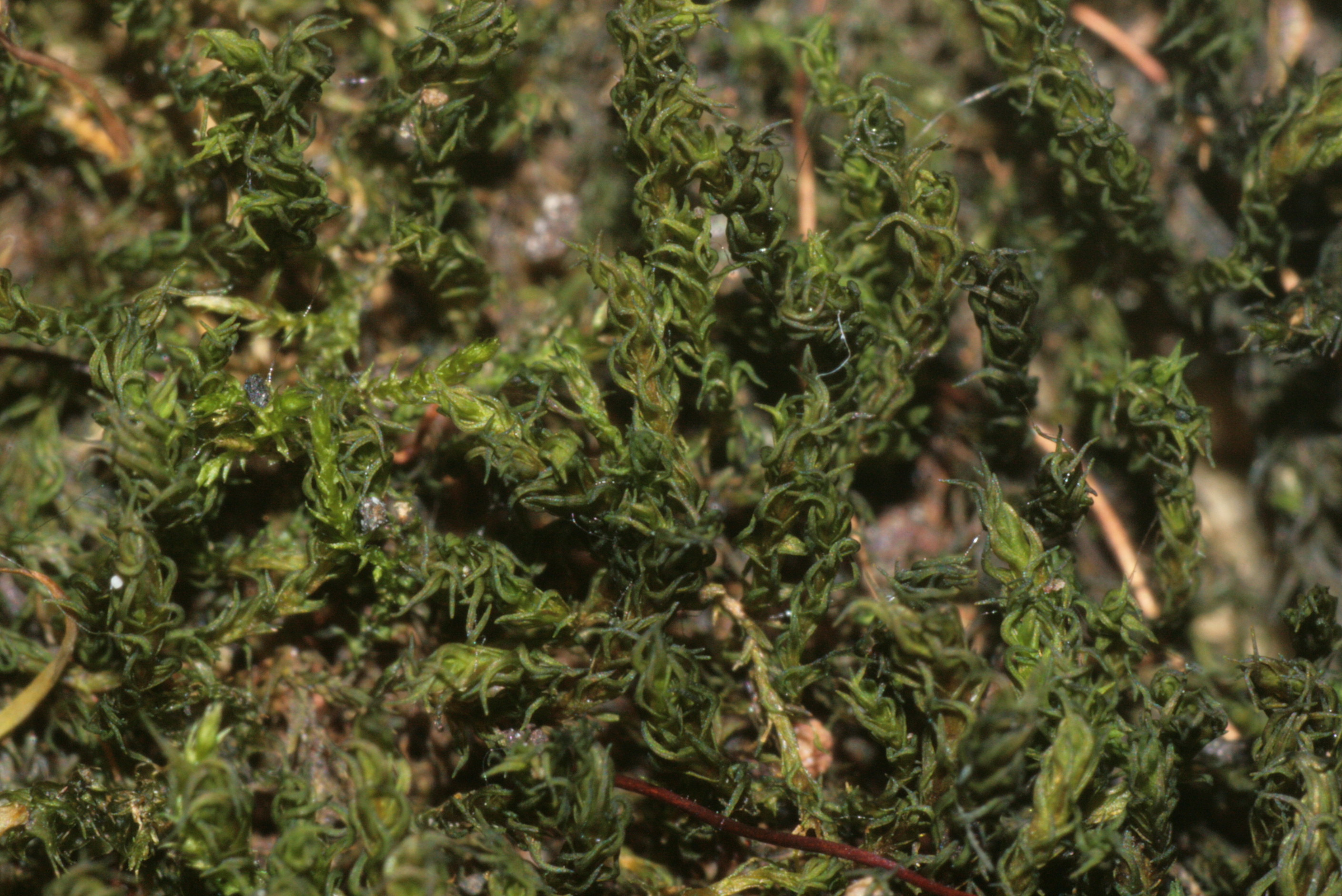
Łodyżki
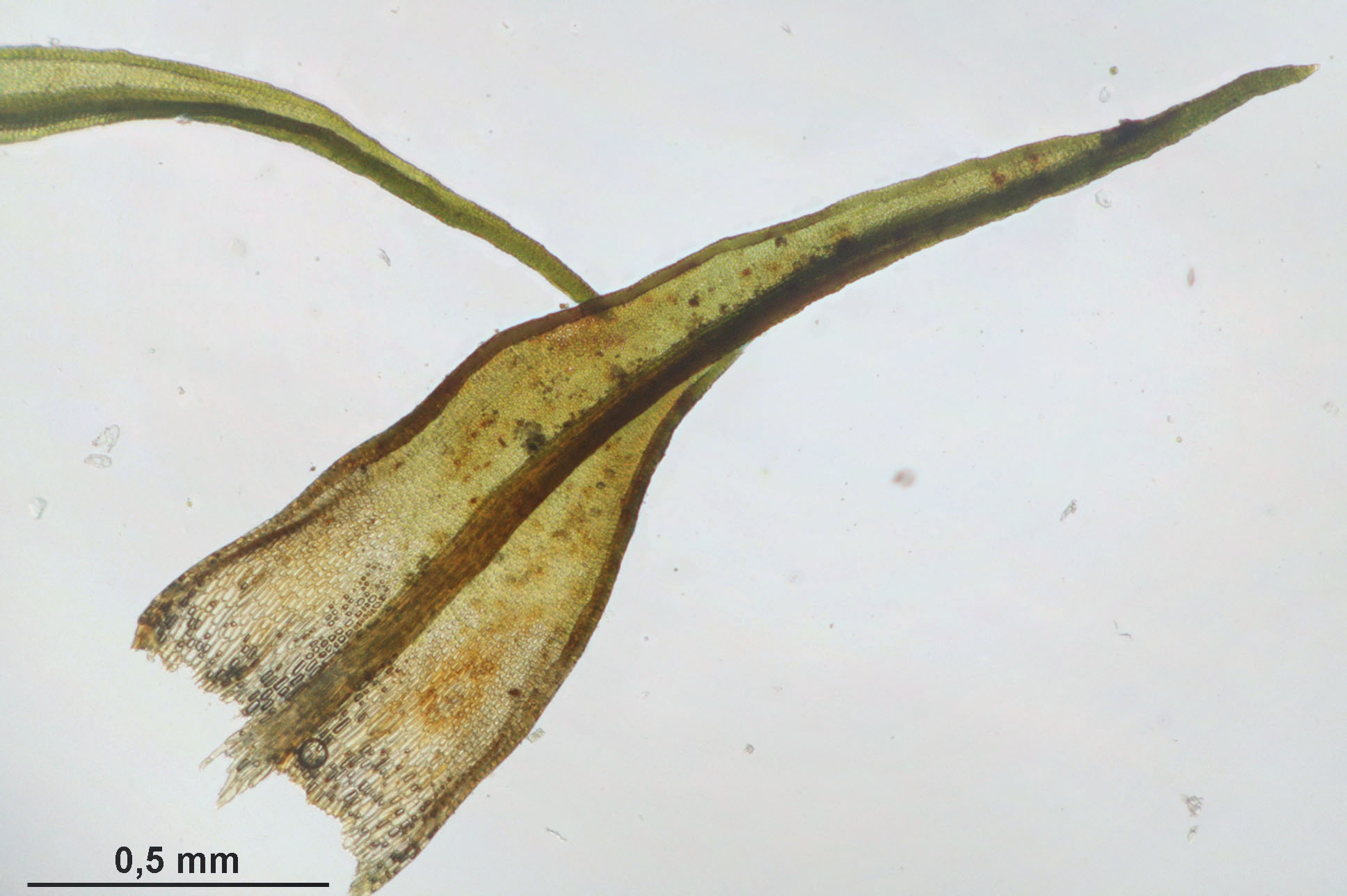
Listek
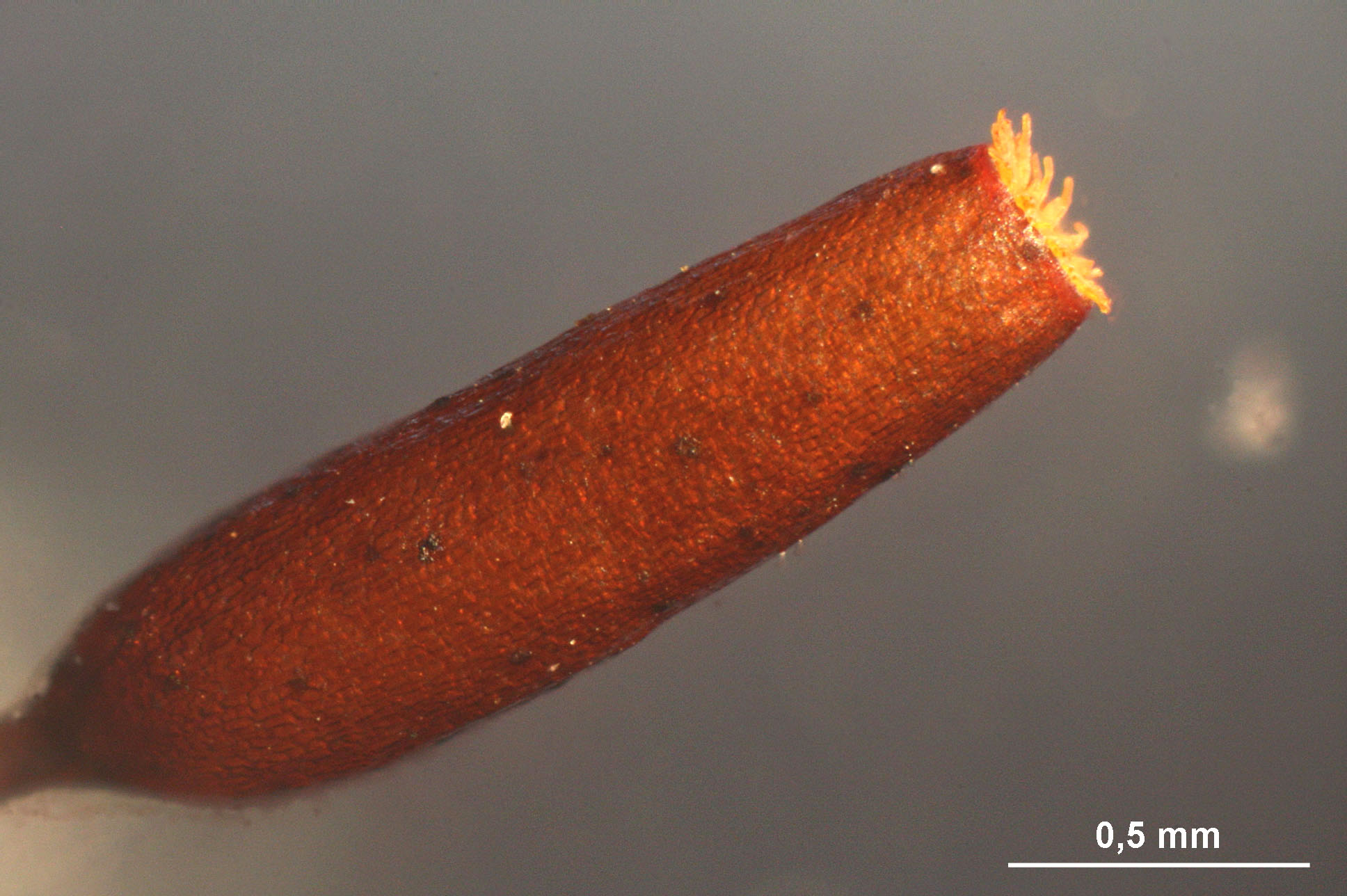
Puszka
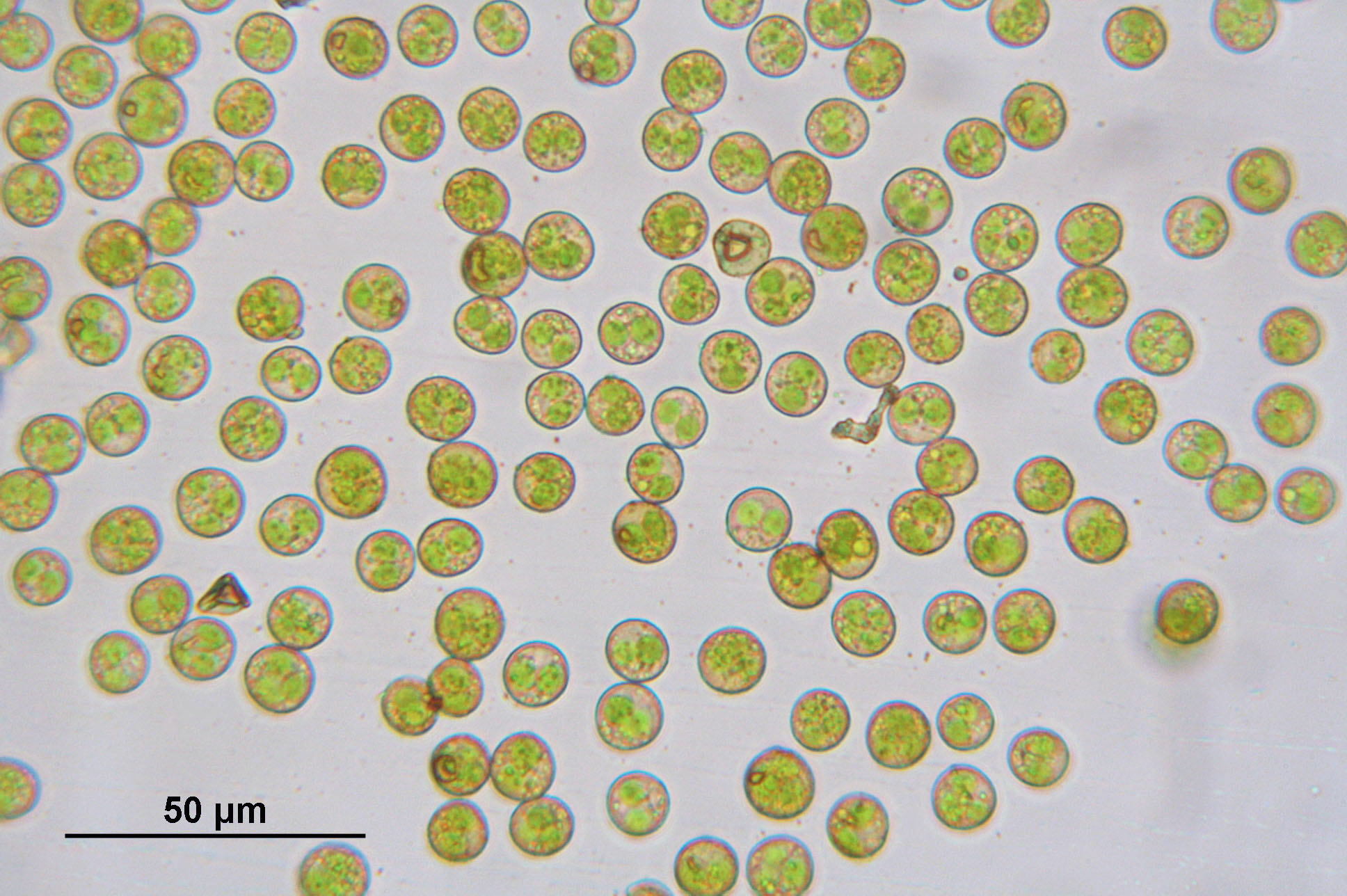
Zarodniki

Gatunki podobnePędy parozębu winnicowego D. vinealis mogą wyglądać bardzo podobnie, ale zwykle mają jaśniejszy zielony kolor, a puszki dojrzewają  wiosną. Paroząb śniady D. luridus i D. nicholsonii mają listki o szerszej podstawie i żebrze mniej wypełniającym wierzchołek. D. glaucus jest bardzo niski (1–3 mm) i sinozielony. D. sinuosus ma faliste, płaskie brzegi listków. Paroząb kasztanowaty D. spadiceus ma dłuższe listki (2–4 mm). Paroząb mylny D. fallax rośnie na glebie i ma mniej wydłużone wierzchołki listków. Gałęziak prząślik Eucladium verticillatum ma jaśniejszy zielony kolor i ostrzej zakończony wierzchołek listka.

## Biologia i ekologia
Gatunek dwupienny, kilkuletni. Wytwarza sporogony, ale rozmnaża się również wegetatywnie przy pomocy rozmnóżek. Zarodnie wykształca sporadycznie, od jesieni do wiosny, dojrzewają głównie jesienią i zimą.
Gatunek cienioznośny, mezofilny, słabo kalcyfilny. Rośnie na osłoniętych, często zacienionych murach, betonowych słupkach i murkach, płytkach i kostce brukowej, w zbiorowiskach ruderalnych, na obrzeżach cieków i lasów oraz na naturalnych skałach na obszarach nizinnych.

## Systematyka i nazewnictwo
Synonimy: Barbula waghornei Kindb., Desmatodon rupestris Funck ex Brid., Didymodon barbula Wibel ex Brid., Didymodon fuscoviridis Cardot, Didymodon gemnifer Cardot, Didymodon obtusifolius Schultz, Didymodon rigiduliformis Douin, Didymodon viridissimus Cardot, Trichostomum neglectum Wilson.
Taksony niższego rzędu:
- Didymodon rigidulus subsp. andreaeoides (Limpr.) Wijk & Margad.
- Didymodon rigidulus subsp. cordata (Jur.) Dism.
- Didymodon rigidulus var. densus (Bruch & Schimp.) Paris
- Didymodon rigidulus var. ditrichoides (Broth.) R.H. Zander
- Didymodon rigidulus var. flaccidus (Roll) Roll 	Accepted
- Didymodon rigidulus var. glaucus (Ryan) Wijk & Margad.
- Didymodon rigidulus var. gracilis (Schleich. ex Hook. & Grev.) R.H. Zander – paroząb ostry[5] (syn. Didymodon acutus[9])
- Didymodon rigidulus var. icmadophilus (Schimp. ex Müll. Hal.) R.H. Zander
- Didymodon rigidulus var. insidiosus (Jur. & Milde) Roll
- Didymodon rigidulus var. laxus (Molendo) I. Hagen
- Didymodon rigidulus var. rigidus (Roll) Roll
- Didymodon rigidulus var. subulatus (Thér. & E.B. Bartram ex E.B. Bartram) R.H. Zander
- Didymodon rigidulus var. validus (Limpr.) Düll

## Zagrożenia i ochrona
Gatunek został wpisany na czerwoną listę mchów województwa śląskiego z kategorią zagrożenia „LC” (najmniejszej troski, stan na 2011 r.), tę samą kategorię otrzymał w Bieszczadach. W Czechach w 2005 r. również nadano mu kategorię „LC”.
Stanowiska w Bieszczadach występujące na terenie Bieszczadzkiego Parku Narodowego objęte są ochroną.